# Upside Down & Inside Out
«Upside Down & Inside Out» — песня, записанная американской альтернативной рок-группой OK Go, вышедшая в качестве 1-го сингла с их четвёртого студийного альбома Hungry Ghosts (2014). 11 февраля 2016 года вышло музыкальное видео на эту песню, снятое при поддержке и в рамках рекламной кампании российской авиакомпании S7 Airlines. Съёмочная группа и производство — продакшн-компания Profilm (Москва). Идея — OK Go.
Съемки клипа проходили в России, на базе Центра подготовки космонавтов имени Гагарина на военном аэродроме Чкаловский в октябре 2015 года в течение трёх недель. Декорации, имитирующие салон пассажирского самолёта, были построены на борту самолёта-лаборатории Ил-76МДК.
Моделирование состояния невесомости происходило за счет полёта самолёта по особой параболической траектории. После взлёта самолёт набирал достаточную высоту, затем резко взмывал вверх под углом 45 градусов, после чего уходил вниз — в этот момент на 25—30 секунд наступала невесомость и проводились съёмки.
Для съёмок клипа понадобилось 3 недели тренировок, 21 полёт и 315 режимов невесомости. Сам клип снимался на «одном дыхании» — это 8 последовательных режимов невесомости, между которыми в процессе монтажа были удалены лишь перерывы, в течение которых самолёт выравнивал траекторию и набирал скорость. В роли бортпроводниц S7 Airlines в клипе снимались профессиональные воздушные гимнастки Анастасия Бурдина и Татьяна Мартынова, многократные призёры чемпионатов по художественной гимнастике.
Видео получило «золото» на ADCR Awards 2016 в номинации «FILM & RADIO ТV Сommercials», «золото» Epica Awards 2016, «серебряного льва» в номинации «Excellence in music video» в 2016 году, «золотого льва» в номинации «Design» в 2017 году и другие награды.